# Вільгельм фон Тома
Вільгельм Ріттер фон Тома (нім. Wilhelm Ritter von Thoma; нар. 11 вересня 1891, Дахау, Королівство Баварія — пом. 30 квітня 1948, Дахау, Баварія) — німецький воєначальник часів Третього Рейху, генерал танкових військ Вермахту (1942). Кавалер Золотого Іспанського хреста з мечами та діамантами (1939) та Лицарського хреста Залізного хреста (1941). Учасник Першої та Другої світових війн, а також Громадянської війни в Іспанії в лавах легіону «Кондор».
Вільгельм фон Тома став відомим після того, як запроторений до британського полону, при спілкуванні з іншими офіцерами вермахту невільно викрив таємниці нацистських розробок ракетної зброї, так званої «зброї відплати», Фау-1 та Фау-2 на полігоні в Пенемюнде, куди він їздив разом із головнокомандувачем сухопутних військ генерал-фельдмаршалом Вальтером фон Браухічем. Завдяки такій інформації британська повітряна розвідка змогла виявити та з часом завдати бомбових ударів по інфраструктурі ракетного полігону й у такій спосіб зірвати терміни введення до строю німецької найсучаснішої зброї.

## Біографія
Вільгельм Йозеф ріттер фон Тома народився 11 вересня 1891 року в баварському місті Дахау в родині лісничого Едуарда та Сабріни Тома. Військову службу розпочав у вересні 1912 року, поступивши фанен-юнкером до 3-го Баварського піхотного полку «Принц Карл Баварський» Баварської армії, що дислокувався в Аугсбурзі.
Військова кар'єра
- 23 вересня 1912 — фанен-юнкер
- 25 січня 1913 — фанен-юнкер-унтерофіцер
- 20 травня 1913 — фенріх
- 1 серпня 1914 — лейтенант
- 14 грудня 1917 — оберлейтенант
- 1 лютого 1925 — гауптман
- 1 квітня 1934 — майор
- 1 серпня 1936 — оберстлейтенант
- 1 квітня 1938 — оберст
- 1 серпня 1940 — генерал-майор
- 1 серпня 1942 — генерал-лейтенант
- 1 листопада 1942 — генерал танкових військ

З жовтня 1913 року і до початку Першої світової війни проходив навчання в Мюнхенському військовому училище.

### Перша світова війна
Напередодні світової війни, 1 серпня 1914 року, отримав звання лейтенанта і повернувся для подальшого проходження служби до 3-го Баварського піхотного полку 2-ї Королівської Баварської дивізії 6-ї армії (Західний фронт). Тома брав активну участь у боях першого періоду війни: бився у Прикордонній битві у Вогезах у Лотарингії. 25 вересня 1914 року отримав кульове поранення в голову, але залишився на фронті. 28 вересня 1914 року призначений командиром 3-ї піхотної роти у своєму полку. 2 жовтня 1914 року дістав друге поранення, цього разу шрапнеллю в праву руку. За активну участь у боях на Західному фронті нагороджений Залізного хреста 2-го ступеня та баварського ордену «За заслуги».
У січні 1915 року призначений полковим ад'ютантом 3-го Баварського піхотного полку, який був переведений на Східний фронт до Галичини. У червні 1915 року удостоєний Залізного хреста 1-го ступеня.
У жовтні 1915 року В. Тома зі своєю частиною переведений на Сербський фронт. Тут під час боїв офіцер дістав третє поранення (осколкове у груді). Був удостоєний австрійського ордену «За військові заслуги».
На початку 1916 року 3-й Баварський піхотний полк повернули на Західний фронт, де він бився під Верденом. Але вже з літа того ж року, його знову передислокували на схід, де довелося відбивати масштабний наступ російської імператорської армії в ході «Брусиловського прориву». За вміле керівництво підпорядкованими підрозділами лейтенант В. Тома був удостоєний Баварського лицарського ордену Максиміліана Йозефа, вищої військової нагороди, яка дала йому титул «ріттер фон» (дворянство в рангу князя).
З квітня 1917 по березень 1918 року — навчався на різних військових курсах, у грудні 1917 року підвищений в оберлейтенанти. З квітня 1918 року — знову на Західному фронті, 25 квітня 1918 року постраждав у боях учетверте (осколкове поранення лівої руки).
2 травня 1918 року став командиром кулеметної роти, а 14 травня 1918 року — командиром 1-го батальйону 3-го Баварського піхотного полку.
18 липня 1918 року, під час наступу французьких та американських військ у районі Суассона, потрапив до полону американцям.

### Між війнами
27 жовтня 1919 року В. фон Тома був звільнений з полону та з лютого 1920 року після відпустки він продовжив проходження військової служби у рейхсвері, спочатку командиром роти, пізніше батальйонним ад'ютантом. У листопаді 1923 року брав активну участь у придушення нацистського путчу в Мюнхені. 1 лютого 1925 року отримав чергове військове звання гауптман. Подальшу службу проходив на різнорідних командних і штабних посадах (рівні рота-батальйон), навчався на військових курсах, у тому числі у Казанському навчальному центрі в СРСР.
Після приходу нацистів до влади в 1933 році продовжував служити у 7-ій Баварській дивізії. З серпня 1934 року направлений для проходження служби до навчальної моторизованої частини в Ердуруфі, яка стала ядром майбутніх бронетанкових військ вермахту.
У жовтні 1935 року майор фон Тома призначений командиром 2-го батальйону 4-ї танкового полку 2-ї танкової дивізії. З серпня 1936 року — оберст-лейтенант.

### Громадянська війна в Іспанії
23 вересня 1936 року оберст-лейтенант В. фон Тома призначений командиром танкового підрозділу німецького легіону «Кондор», що воював в Іспанії на боці франкистів. Танковий підрозділ легіону (приблизно батальйонного рівня) мав на озброєнні німецькі легкі танки PzKw I, з протикульовим бронюванням, двома членами екіпажу і спареними кулеметами MG-13. У цьому підрозділі німецькі інструктори навчали іспанських танкістів. Згодом використовувалися також трофейні танки радянського виробництва, в основному Т-26. Німецькі інструктори, зокрема і сам фон Тома, брали активну участь в бойових діях у Севільї, Касереса, на річці Харама.
1 квітня 1938 року фон Тома присвоєне чергове звання оберста. У червні 1939 року після повернення його з Іспанії він був нагороджений німецьким орденом Золотий Іспанський хрест з мечами та діамантами (вищий ступінь ордена, один з 28 нагороджених). Також він був удостоєний двох медалей Іспанії.

### Друга світова війна
Після повернення з Іспанії оберст В.фон Тома 1 серпня 1939 року призначений командиром 3-го танкового полку 2-ї танкової дивізії вермахту, змінивши на посаді командира полку оберста Йозефа Гарпе.
З початком Польської кампанії його полк у складі 2-ї танкової дивізії генерал-лейтенанта Рудольфа  Фаєля діяв на південному фланзі ударного угруповання та з боями дійшов до річки Сан, на лінію розмежування зон окупації Польщі Німеччиною та СРСР. За цю кампанію фон Тома був нагороджений планками до Залізних хрестів обох ступенів (повторне нагородження).
З початку 1940 року — в штабі верховного командування сухопутних сил, з серпня 1940 року — генерал-майор, інспектор моторизованих військ.
З вторгненням німецьких військ до Радянського Союзу 17-та танкова дивізія 47-го моторизованого корпусу 2-ї танкової групи генерала Г. Гудеріана наступала в центрі бойових порядків вермахту. 24 червня командир дивізії генерал Ганса-Юргена фон Арнім був поранений і командування перейшло до К. фон Вебера, який був смертельно поранений у боях південніше Смоленська 17 липня 1941 року. З 17 липня і до вересня 1941 року Вільгельм фон Тома виконував обов'язки командира 17-ї танкової дивізії, на чолі якої бився спочатку у складі групи армій «Центр»; бої в Білорусі.
З жовтня 1941 року генерал-майор фон Тома командував 20-ю танковою дивізією, що наступала у складі групи армій «Центр» на Москву. 31 грудня 1941 року фон Тома нагороджений Лицарським хрестом.
Влітку 1942 року — в розпорядженні командування сухопутних сил, з серпня 1942 року — генерал-лейтенант.
1 вересня 1942 року призначений командувачем німецького Африканського корпусу. 1 листопада 1942 року отримав звання генерала танкових військ.
23 жовтня 1942 року почалася друга битва за Ель-Аламейн — наступ британської армії на німецько-італійські війська. Роммель, який командував Африканською армією, що зазнали великих втрат, мав намір відвести війська з Єгипту до Лівії, проте Гітлер 1 листопада дав наказ утримувати позиції. Генерал фон Тома, згідно з деякими джерелами, назвав цей наказ «божевіллям», а 3 листопада особисто, в одному з танків, вирушив на лінію фронту.
4 листопада 1942 року командир корпусу «Африка» генерал танкових військ В. фон Тома був узятий у полон британськими солдатами. Перебуваючи у полоні, на знак милосердя до переможеного ворога він був запрошений командувачем 8-ї британської армії генералом Монтгомері на обід. Цей факт викликав неабиякий скандал в англійській пресі. Коли про це узнав Черчилль, то з притаманним йому гумором сповістив у Палаті громад: «Я співчуваю генералові фон Тома: переможений, у полоні та ….[довга пауза для драматичного ефекту] тут ще обідати з Монтгомері!».
25 листопада 1947 року Вільгельм фон Тома був звільнений з полону; через п'ять місяців помер від серцевого нападу в себе вдома.

## Нагороди
- Залізний хрест 2-го класу (17 жовтня 1914 року)
- Орден «За військові заслуги» (Баварія) 4-го класу з мечами (16 листопада 1914 року)
- Залізний хрест 1-го класу (3 червня 1915 року)
- Хрест «За військові заслуги» (Австро-Угорщина) 3-го класу (5 квітня 1916 року)
- Військовий орден Максиміліана Йозефа, лицарський хрест (Баварія) (5 липня 1916 року)
- Нагрудний знак «За поранення» в сріблі (22 листопада 1916 року)
- Почесний хрест ветерана війни з мечами (1935)
- Медаль «За вислугу років у Вермахті» 4-го, 3-го, 2-го і 1-го класу (25 років)
- Військова медаль (Іспанія) з діамантами
- Медаль «За Іспанську кампанію»
- Танковий знак легіону «Кондор» (19 травня 1939 року) — унікальний золотий знак[2]
- Іспанський хрест в золоті з мечами і діамантами (№ 28; 6 червня 1939 року)[2]
- Застібка до Залізного хреста 2-го і 1-го класу
- Лицарський хрест Залізного хреста (31 грудня 1941 року)
- Медаль «За зимову кампанію на Сході 1941/42»[2]
- Нагрудний знак «За танкову атаку» в сріблі
- Нарукавна стрічка «Африка»